# Libyastus stratiotes
Libyastus stratiotes är en loppart som först beskrevs av Rothschild 1905.  Libyastus stratiotes ingår i släktet Libyastus och familjen fågelloppor. Inga underarter finns listade i Catalogue of Life.